# 모기 히로토
모기 히로토(일본어: 茂木 弘人, 1984년 3월 2일 ~ )는 일본의 전 축구 선수이다.

## 구단 경력
그는 2002년부터 2018년까지 J리그의 산프레체 히로시마, 비셀 고베, 후쿠시마 유나이티드 FC에서 활동하였다.

## 국가대표팀 경력
그는 2001년 FIFA U-17 세계 축구 선수권 대회에 참가할 일본 U-17 국가대표팀에 발탁되었으며, 3경기에 출전했다.
2003년 FIFA 세계 청소년 축구 선수권 대회에 참가할 일본 U-20 국가대표팀에도 발탁되었으며, 5경기에 출전, 8강 진출에 기여했다.